# 范祖禹
范祖禹（1041年—1098年），字淳夫（一作淳父、純父、純甫），一字夢得，世稱華陽先生，益州（後為成都府）華陽縣人，北宋史學家、文學家、官員。宰相呂公著女婿，嘉祐八年（1063年）進士。

## 生平
范祖禹擅歷史，尤通唐書，頗受司馬光賞識，自宋神宗熙寧三年（1070年），曾與他人合力編修《神宗正史》、《神宗實錄》 等史著，但上述史著中已亡佚不存，亦與劉恕、劉攽等人協助司馬光修《資治通鑑》，其間范祖禹擔任協修角色，主要負責〈唐紀〉十五年，潛心居洛，不慕榮進，成書六百餘卷，由司馬光剪裁、編定為八十一卷。
范祖禹著有《唐鑑》十二卷、《帝學》八卷、《仁皇政典》六卷、《范太史集》五十三卷等。其中又以《唐鑑》尤為傑雋，上起唐高祖，下迄唐昭宣；《唐鑑》自序謂：「臣祖禹受詔與臣光修《資治通鑑》，臣祖禹分職唐史，得以考其興廢治亂。……臣謹採唐得失之迹，善惡之效，上起高祖，下終昭宣，凡三百六篇， 為十二卷，名曰《唐鑑》。」後世學者尊為「唐鑑公」。宋高宗曾撫此書再三讚賞：「讀《唐鑑》，知范祖禹有臺諫手段。」程頤認為《唐鑑》「自三代以後無此議論」《朱子語類》謂其「議論弱，又有不相應處。」朱熹說：「《唐鑑》議論大綱好，欠商量處亦多。」又批評道：「純夫議論，大率皆只從門前過。」
范祖禹撰寫《唐鑑》的起迄時間，史無明確載記，他在哲宗元祐元年（1086）二月廿八日所上〈進《唐鑑》表〉稱：「臣昔在先朝，承乏書局，典司載籍，實董有唐，嘗於紬次之餘，稽其成敗之迹， 折以義理，輯成一書。……其《唐鑑》十二卷，繕寫成六冊，謹隨表上進以聞。」，故在協助司馬光撰修唐紀叢目與長編期間，已萌發撰寫《唐鑑》。據《宋史‧ 神宗紀》記載：「（元豐）八年春正月戊戌（初三），帝不豫。……（三月）戊戌（初 五），上崩于福寧殿。」。由此推測，《唐鑑》的完成時間約在神宗元豐七年（1084） 末以至元豐八年（1085）初。
范祖禹同時是一位優秀的講官，進講前晚，必定端正衣冠。蘇東坡曰：「范淳夫講書，為今經筵講官第一。言簡而當，無一冗字，無一長語，義理明白，而成文粲然，乃得講書三昧也。」
元符元年（1098年）十月卒，先葬化州（今日廣東化州市），位今河西獅子嶺（石牛崗）南麓（人民醫院北隅），坐北向南，背依龍岡盤石，面向欽廉驛道，不久由長子范沖遷回河南偃師縣洛南鄉土中村天地原家族墓地，明正德間曾有人毀其墓誌。女真入洛後，范沖攜家南遷衢州（范沖逝後葬在今衢州市常山縣何家鄉黃崗村，清雍正八年范氏後人還曾在此重立墓碑），但其族人長期自稱「洛人」。」

## 亲属
- 范祖禹的祖先：范滂（東漢）……范履冰（唐代）—范冬倩—范鳴鶴—范季明—范居倫
- 范祖禹的鼻祖：范居倫
- 范祖禹的遠祖：范隆
- 范祖禹的太祖：范彦朗
- 范祖禹的烈祖：范紹温
- 范祖禹的天祖：范昌祐
- 范祖禹的高祖：范璲
- 范祖禹的曾祖：范度
- 范祖禹的祖父：范鍇（伯叔祖：范鎡、范鎮）
- 范祖禹之父亲：范百之（或稱范百祉）
- 范祖禹的兄弟：范祖仁、范祖哲
- 范祖禹的远房堂兄弟：范寥
- 范祖禹的儿子：范沖（呂希哲女婿）、范温[10]（秦观女婿）
- 范祖禹的孙子：范仲熊、范仲彪、范仲愈、范仲補、范仲考、范仲覺
- 范祖禹的曾孙：范華、范萊
- 范祖禹的玄孙：范擇言、范擇中、范擇庸、范擇能

由于居地各异，范祖禹后人姓名与成都本宗渐趋不同，下以范百朋后嗣为例：
- 范度—范鍇—范百朋（卫尉寺丞）—范祖旦—范洧—范仲祖—范子升—范東叟（龙图阁直学士，其墓志出土于江西丰城，时至今日，仍有为数不少的范氏后裔居住在丰城一带）（范東叟為葉適之子、朱熹弟子葉味道門人，因而為当地注入了永嘉之学，同时还有不少范氏学者（如范大性、范大冶）迁入江西地区，促进了元明时期的赣学发展）—范大有（承务郎）

## 著作
范祖禹著作有《范太史集》(又名范祖禹集)五十五巻，清四庫全書版本。
《詩解》一卷
《古文孝經說》一卷
《論語說》二十卷
《祭儀》一卷
《三經要語》
《經書要言》
《家人卦解義》
《唐鑒》十二卷
《帝學》八卷
《仁皇訓典》六卷
《家傳》八卷[並范沖編]

## 《唐鑒》編篡之特點
范祖禹的政治思想在《唐鑑》中多有顯現，治國上對內他希望君臣間能遵守儒學綱常，對外他則希望能堅守夷夏之防，反對與外族進行和親，通篇可見范祖禹尊崇儒學之展現。而范祖禹編纂《唐鑑》的目的是希望君王能夠記取歷史教訓，進而改進治國作為，表達希望君王「重用賢臣，遠離小人」之思想。

## 《唐鑒》和《資治通鑑》編篡的差異
范祖禹曾參與《資治通鑑》編纂過程，在當中擔任〈唐紀〉的史料蒐集、整理的工作。在編纂《唐鑑》時范祖禹採編年體編纂，時間跨度上從唐高祖開始下至唐昭宗結束。
《資治通鑑》與《唐鑑》雖在編纂形式上皆採編年體，但兩者的紀年方式卻有差異，若遇到「一年中會出現兩年號以上」的情形發生，司馬光在《資治通鑑》會以最後的年號為準，《唐鑑》則會選用當年最開始出現的年號。兩者在敘事體例上也有差距，《資治通鑑》紀錄皇帝即位前的事蹟時，司馬光通常會直接書寫皇帝的名字，等到登基後才始稱他為「帝」；范祖禹則通常用各皇帝的廟號直接書寫各事蹟，不會有登基前後稱呼書寫的差異。《唐鑑》在史事陳述方面不會寫明精確時間，因其撰寫動機非梳理歷史脈絡。在《唐鑑‧高祖》中有一段：「（武德元年）五月詔曰：「近世以來，時運遷革，前代親族，莫不誅夷，興亡之效，豈伊人力。其隋蔡王智積等子孫，并付所司，量才選用。」可知《唐鑑》裡記錄此詔書是在武德元年五月頒布，但在《新唐書‧高祖紀》與《資治通鑑》中此詔書都記載是於武德元年六月乙酉頒布，可見《唐鑑》會出現時間錯誤紀錄之情況。

## 傳記
《宋史》卷三百三十七 列傳第九十六 范鎮從子百祿　從孫祖禹。